# دي جي رام
دي جي رام هو منتج أسطوانات روسي، ولد في 17 نوفمبر 1976 في كروبيفنيتسكي في أوكرانيا.

## وصلات خارجية
- دي جي رام على موقع ميوزك برينز (الإنجليزية)
- دي جي رام على موقع ديسكوغز (الإنجليزية)